# ARMホールディングス
Armホールディングス (Arm Holdings plc) は、イギリスのケンブリッジに本社を置き、ソフトバンクグループが株式の9割近くを保有するファブレス企業。2023年現在ではプロトタイプ半導体の開発も行っている。傘下のARM Ltd.によるARMアーキテクチャ、RealView や KEIL というブランドのプログラミングツール、システムおよびプラットフォーム、System-on-a-chip基板とソフトウェアなどの開発で知られる。

## 概要
エイコーン・コンピュータ、Apple Computer、VLSIテクノロジーのジョイントベンチャーとして創業した。エイコーンが開発し Acorn Archimedes で初めて使ったARMアーキテクチャのRISCチップ開発を行う会社という位置づけだった。ARMアーキテクチャは今では様々なASICのプロセッシングコアとして採用されている。特に携帯電話市場では寡占状態にある。
英ARM社は、サニーベール、オースティン、オリンピア、トロンハイム、ソフィア・アンティポリス、ミュンヘン、ルーヴェン、台北市、横浜市、北京市、バンガロール、シェントイェルニェイなど世界中にオフィスとデザインセンターを持つ。

## ARMアーキテクチャ
ARMアーキテクチャを採用したプロセッサは携帯機器への組み込みに適した低消費電力が特徴である。32ビット組み込みCPUの75%以上でARMアーキテクチャに基づいたCPUが採用されており、特に低消費電力と同時に高い演算能力が求められる携帯情報端末で顕著であり、32ビットとしては世界で最も普及しているマイクロプロセッサである。
ARMアーキテクチャに基づき設計されたプロセッサは、2020年現在Apple、ファーウェイ、サムスン電子などを含むほぼ全ての携帯電話メーカーで採用されており、またNintendo Switchをはじめとしたゲーム機でも使用例がある。他にも、デジカメやテレビをはじめとする家電、無線LANなどのネットワーク機器、ハードディスクドライブの制御回路等で幅広く採用されている。
また、近年では高い性能が必要とされるスパコンやパソコン用CPU、自動運転用プロセッサなどでの採用例も増えてきており、同業トップのインテルに迫っている。
ARM社は技術を知的財産権 (IP) として各社にライセンス提供するのみであり、米インテル社、日ルネサス エレクトロニクス社といった企業とは異なり自社でCPUを生産してはいない。ARM社からライセンス供与を受け実際にプロセッサを製造している企業は数十社に及び、インテル社、フリースケール社、ルネサス・テクノロジ社などが挙げられる。2007年には、ARM社の設計に基づくチップの年間出荷数が29億に至った。

## 歴史
ARMの歴史は次の通り
- 1985年 - エイコーン社によりARM1と呼ばれる開発サンプルが完成
- 1986年 - 初の製品版であるARM2が完成
- 1987年 - エイコーンが自社のARM2を搭載した初のパソコン「アルキメデス」を販売
- 1990年 - エイコーン・コンピュータの技術者がスピンアウトしVLSIテクノロジーのジョイントベンチャーとしてAdvanced RISC Machines社として独立。この際にApple Computerが資金の提供を行うとともに、共同創業者としてラリー・テスラーがARM初代CEOとなる（以来2004年まで役員[15]）。
- 1993年 - 初めて黒字化
- 1994年 - シリコンバレーと東京に支社を開設。日本法人はアーム株式会社[16]。
- 1998年 - Advanced RISC Machines Ltd から ARM Ltd に改称。年間5000万コアを出荷。ロンドン証券取引所とNASDAQに上場
- 1999年 - Micrologic Solutions（ケンブリッジにあるソフトウェアコンサルティング会社）を買収
- 2000年 - Allant Software（デバッグ用ソフトウェア開発会社）と Infinite Designs（シェフィールドにある設計会社）と EuroMIPS（フランスのスマートカード設計会社）を買収
- 2001年 - Noral Micrologics（デバッグ用ハードおよびソフトの開発会社）の開発チームを取得
- 2002年 - Artisan Components がサンディエゴの NurLogic Design（通信用チップ設計）を買収。中国支社を開設
- 2003年 - ベルギーの Adelante Technologies（DSP OptimoDE の開発元）を買収
- 2004年 - Axys Design Automation（EDAの下工程用ツールの開発）と Artisan Components（集積回路の各種 Physical IP の設計）を買収
- 2005年 - KEIL Software（マイクロコントローラ向けプログラミングツール開発）を買収。これには同社が保有していた Intel 8051 と C16x プラットフォームも含まれていた[17]。PowerEscape の開発チームも取得
- 2006年 - ノルウェーの Falanx（SOI Physical IP を得意とする企業で、GPUなども開発）を買収
- 2016年9月5日 - ソフトバンクグループが、約240億ポンド（約3.3兆円）で全株式を買収した[18]。
- 2018年6月 - 中国の子会社の株式の過半数（持分51%）を中国政府系の企業連合に売却し、安谋科技(Arm China)として合弁企業化した[19]。
- 2018年8月3日 - 米国にてカスタマーデータプラットフォームを提供する Treasure Data, Inc. を買収[20]。
- 2020年9月14日 - NVIDIA が全株式を4.2兆円で買収すると、ソフトバンクグループから発表したが、2022年2月8日に買収を断念[21]。米国FTCや英国競争・市場庁（英語版）など各国の公正取引委員会に相当する当局が独占化の懸念を示しており、買収承認が下りなかった[22][23]。ソフトバンクグループは米国市場でのアームの新規株式公開を検討した。
- 2023年4月29日、米国での上場を非公開で規制当局に申請した[24]。
- 2023年9月14日、NASDAQに上場[25]。
- 2024年2月22日、米自動運転スタートアップのニューロとレベル4の自動運転開発に向け提携[26]。

## 企業名
"ARM"と言う頭字語が最初に使用されたのは1983年で、元々は"Acorn RISC Machine"の略だった。エイコーン・コンピュータ（Acorn Computers）が最初に開発したRISCプロセッサは、Acorn Archimedesに搭載され、小型コンピュータに使用された最初期のRISCプロセッサのひとつだった。しかし、1990年にARM事業をスピンオフした合弁会社を設立することになった際に、新設会社名を"Advanced RISC Machines Ltd."とし、"ARM"も"Advanced RISC Machines"の頭字語に変更された。会社名は1998年の株式公開の際に変更され、ARMホールディングス（ARM Holdings）となった（ "ARM Holdings" が株式公開されている持株会社で、"ARM Ltd" がその子会社として実際の事業を行っている）。改称の理由は、"RISC" が "risk"（危険）と同じ発音であるため、コンピュータに詳しくない人に誤解を与えると考えたためである。単にアーム社と呼ばれることもある。2017年8月1日には、表記とロゴが変更された。ロゴは全て小文字になり、その他の"ARM"の用法は、文全体が大文字である場合を除いて、文に合わせた表記になる。例えば通常の文章中では"Arm Holdings"となる。